# Temporada 1964 del Campeonato de Europa de Rally
La temporada 1964 fue la edición 12º del Campeonato de Europa de Rally. Comenzó el 18 de enero con el Rally de Montecarlo y finalizó el 8 de noviembre en el RAC Rally.

## Calendario
| N.º | Fecha                    | Rally                                               |
| --- | ------------------------ | --------------------------------------------------- |
| 1   | 18-12 de enero           | 33. Rallye Automobile de Monte-Carlo                |
| 2   | 27 de febrero-1 de marzo | 4. Rallye dei Fiori                                 |
| 3   | 1-5 de abril             | 11. Rali Internacional do ACP                       |
| 4   | 20-23 de abril           | 16. Internationale Tulpenrallye                     |
| 5   | 14-17 de mayo            | 12. Acropolis Rally                                 |
| 6   | 28-30 de mayo            | 35. Int. Österreichische Alpenfahrt                 |
| 7   | 9-14 de junio            | 15. International Swedish Rally to the Midnight Sun |
| 8   | 22-27 de junio           | 25. Coupe des Alpes                                 |
| 9   | 30 de julio-2 de agosto  | 24. Rajd Polski                                     |
| 10  | 14-16 de agosto          | 14. Jyväskylän Suurajot - Rally of 1000 Lakes       |
| 11  | 15-18 de octubre         | 32. Rallye International de Genève                  |
| 12  | 8 de noviembre           | 13. RAC Rally                                       |

## Resultados

### Campeonato de pilotos
| Pos. | Piloto            | MON | ITA | POR | NED | GRE | AUT | SWE | FRA | POL | FIN | GEN | GBR | Puntos |
| ---- | ----------------- | --- | --- | --- | --- | --- | --- | --- | --- | --- | --- | --- | --- | ------ |
| 1    | Tom Trana         | 6   |     |     |     | 1   |     | 1   |     | Ret | 2   | 6   | 1   |        |
| 2    | Erik Carlsson     | 3   | 1   |     | 10  | 13  |     | Ret | 7   | 2   |     | 3   | 7   |        |
| 3    | Pat Moss-Carlsson | 5   | 2   |     | 11  | 3   |     |     | Ret | 3   |     | 7   | 4   |        |